# Consell Sobirà del Rosselló
El Consell Sobirà del Rosselló va ser creat el 1660 poc després de l'annexió de la Catalunya del Nord al Regne de França arran del tractat dels Pirineus de 1659. Amb capital a Perpinyà, el Consell Sobirà del Rosselló fou l'òrgan de justícia i de govern amb jurisdicció sobre el comtat de Rosselló i la part del de Cerdanya, anomenada Província del Rosselló. Entre 1717 i 1784 va incorporar el País de Foix.

## La Guerra dels Segadors i el Tractat dels Pirineus: l'annexió a França
Dins del context de la Guerra dels Trenta Anys (1618-1648), el 1635, Felip III (IV de Castella) declarà la guerra a Lluís XIII de França. El 1639, els francesos prengueren Salses; poc després, el 1640, Catalunya s'alçà contra Felip IV i així s'inicià la Guerra dels Segadors (1640-1652); el 1641, Lluís XIII fou proclamat comte de Barcelona i Catalunya es dividí entre partidaris de França i partidaris d'Espanya.
El Tractat dels Pirineus (1659) va establir la cessió a França de la major part dels territoris dels comtats de Rosselló i Cerdanya, excepte la Vall de Ribes, una part de la Cerdanya, que quedà sota administració hispànica, i la vila de Llívia. La Conferència de Ceret de 1660 establí la divisió de Cerdanya, incorporant-ne a França la vall de Querol, la Torre Cerdana i el territori que comunicava aquesta vall amb el Capcir i el Conflent.

## Consell Sobirà
El seu govern fou independent del poder central i era també cort d'apel·lació en última instància. Inicialment tant el president, com els consellers, com l'advocat general foren nord-catalans o sud-catalans refugiats, restant només el procurador general de nacionalitat francesa. Així mateix i fins al 1676 l'idioma utilitzat fou el català. El règim jurídic i legislatiu es fonamentava en les Constitucions de Catalunya i els Costums de Perpinyà. Posteriorment però el Consell Sobirà del Rosselló esdevingué una arma eficaç de francesització i dugué a terme amb particular rigor la repressió contra els angelets de la terra i els moviments de resistència contra l'ocupació francesa.
A efectes tributaris, es va crear la Generalitat o Intendència de Perpinyà.

## Organització territorial de la Província del Rosselló
L'administració francesa no derogà les tradicionals vegueries establertes com a institucions de justícia i govern sinó que en creà una de nova a la part de la Cerdanya que havia ocupat, de manera que la Província del Rosselló comprenia les següents:
- Vegueria del Rosselló amb la sost-vegueria Vallespir; capital a Perpinyà.
- Vegueria del Conflent amb la sost-vegueria Capcir; capital a Vilafranca de Conflent.
- Vegueria de la Cerdanya, amb capital a Montlluís.

## Extinció
Exercí un poder polític de rang similar al dels parlaments de les províncies franceses i no fou derogat fins a la Revolució Francesa (1789). Als Estats Generals de França de 1789 el Consell del Rosselló va enviar vuit diputats. La convocatòria d'aquests Estats Generals van marcar l'inici de la Revolució Francesa i, finalment, la modificació de l'organització territorial de l'antic règim. El 1790, quan l'Assemblea Nacional Francesa va decidir dividir tot el regne en departaments, l'antiga Província del Rosselló fou derogada i es constituí el Departament dels Pirineus Orientals.